# Часовня русских
Часо́вня ру́сских (также известная как часовня боснийцев или часовня Каре-Альто) — часовня, возведённая во время Первой мировой войны  военнопленными в Доломитовых Альпах на высоте порядка 2450 метров. Относится к коммуне Пелуго в Италии, соседствуя с горным приютом Каре-Альто (Rifugio Carè Alto).

## Описание
Строение выполнено в характерном для Динарского нагорья стиле и имеет пятискатную крышу с небольшой колокольней на её вершине. Внутри располагается балка с надписью на немецком языке Zum Andeken der Soldaten die dem Vaterland mit Gut und Blut gedient haben, которую можно перевести как — "В память о солдатах, что служили отечеству добром и кровью".

## История

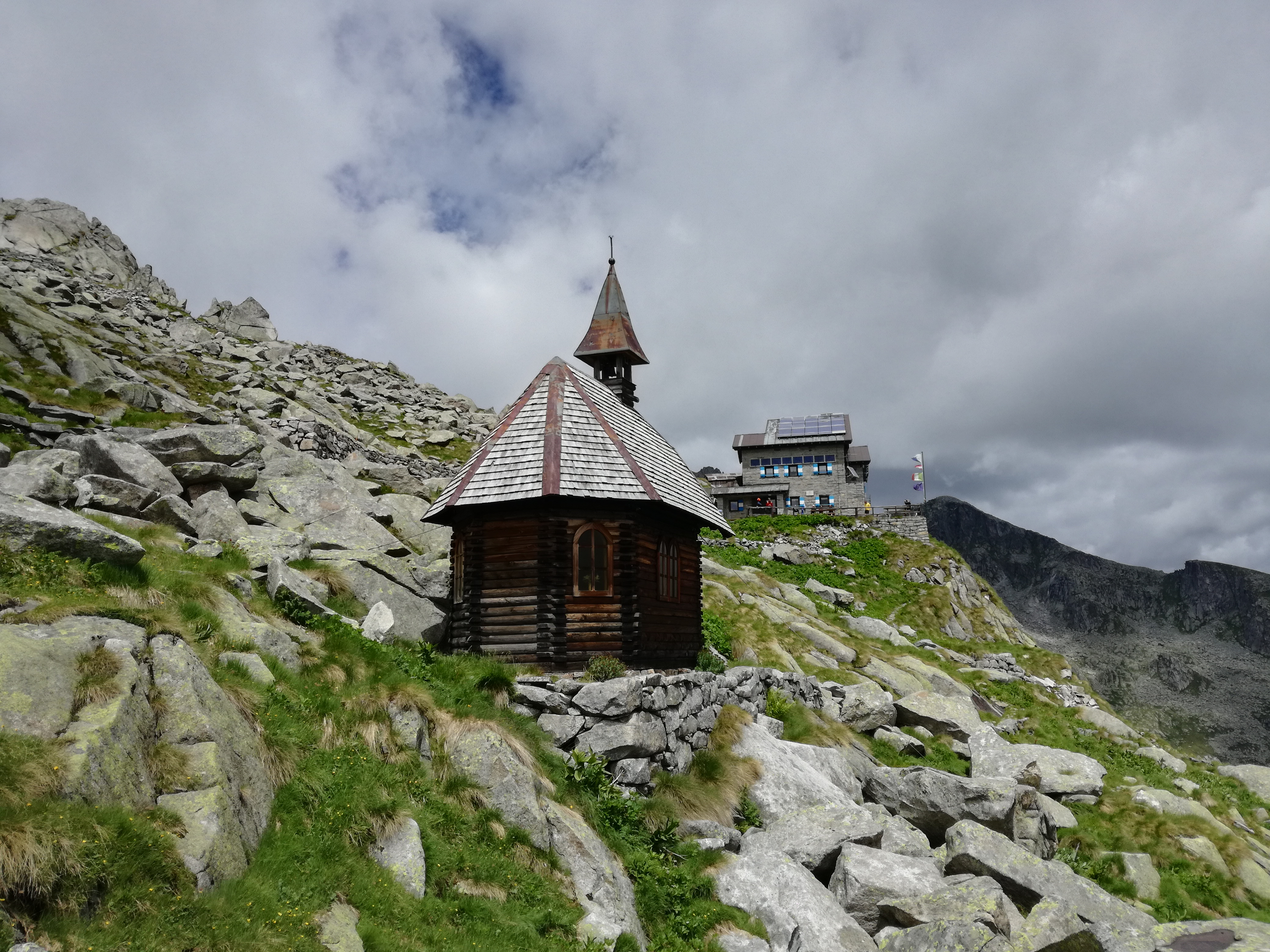
Вид на часовню и горный приют

Часовня была построена в 1917 году русскими и сербскими военнопленными, а также боснийскими рабочими (однако, существуют различные версии о национальной принадлежности строителей), под контролем австрийских военных. Предполагается, что сооружение был спроектировано священником Фабианом Баркатой (ит.).
В 2014 году по случаю 100-летия с начала Первой мировой войны состоялась церемония, организованная исторической комиссией ассоциации Società degli alpinisti tridentini ("Общество тридентских альпинистов") в сотрудничестве с российским Центром имени Надежды Бородиной (расположенным в городе Мерано). В мероприятии, целью которого являлось развитие отношений между автономной провинцией Больцано и Россией, приняли участие  российские студенты, занимающиеся исследовательским проектом по поиску сведений о судьбах военнопленных.

## Русские военнопленные
Пленных порой обобщённо называли "русскими", несмотря на то, что среди них были как русские, так и сербские подданные. В основном их  использовали на тяжёлых работах, связанных со строительством дорог и траншей, транспортировкой ресурсов, а также в сельскохозяйственной сфере. Вместе с тем, это являлось нарушением Гаагской конвенции, которая запрещала использование труда военнопленных.